# يوري رازوفايف
يوري سيرجيفيتش رازوفاييف ( 10 أكتوبر 1945 - 21 مارس 2012) كان لاعب شطرنج ومدربًا روسيًا.

## مسيرته في الشطرنج
نال رازوفاييف لقب أستاذًا دوليًا في عام 1973، وأستاذًا كبيرًا في عام 1976، ومدربًا شرفًا لروسيا عام 1977.
حقق رازوفاييف عددًا من الانتصارات البارزة في بطولات شطرنج دولية، منها:
- دوبنا (1978)
- بولانيكا زدروي (1979)
- لندن 1983
- دورتموند (1985)
- يورمالا (1987)
- بولا (1988)
- بروتفينو (1988)
- ريكيافيك (1990)
- لينينغراد (1992)
- تيراسبول (1994)
- ريجيو إميليا (1996)
- سان سيباستيان (1996).

في المباراة الثانية بين الاتحاد السوفييتي وبقية العالم عام 1984، شارك رازوفاييف بديلاً عن تيجران بتروسيان، الذي غاب بسبب المرض، وتمكن من تحييد منافسه، روبرت هوبنر، الذي كان أعلى انذاك، حيث انتهت جميع مواجهاتهما بالتعادل.

## عمله كمدرب
كان رازوفاييف مدربًا محترمًا، وأصبح المدرب الثاني لأناتولي كاربوف من عام 1971 حتى عام 1978، واستقال قبل مباراة بطولة العالم ضد فيكتور كورشنوي، التقيا لأول مرة في أولى جلسات مدرسة بوتفينيك في عام 1963، درب ألكسندرا كوستينيوك، التي فازت ببطولة العالم للسيدات في الشطرنج عام 2008، إلى جانب يفغيني توماشيفسكي مع المنتخب الإيطالي. في عام 2005 حصل على لقب مدرب كبير في الاتحاد الدولي للشطرنج.

## روابط خارجية
- Yuri Razuvaev على موقع مباريات الشطرنج (الإنجليزية)
- Yuri Razuvaev على موقع 365Chess.com (الإنجليزية)
- Yuri Razuvaev على موقع Chesstempo.com (الإنجليزية)